# Kuifmees
De kuifmees (Lophophanes cristatus, vroeger Parus cristatus) is een zangvogel uit de familie van de echte mezen (Paridae).

## Kenmerken
De kuifmees is 10,5 tot 12 cm lang, even lang als de pimpelmees. Hij heeft een opvallende kuif die fijn zwart-wit getekend is en een zwart-witte tekening op het gezicht. De kuif kan plat over de kruin gelegd worden. Het verenkleed is aan de bovenzijde grijsbruin en de onderzijde is vuilwit en wat geelachtig aan de flanken. De voorkop is wit met een gebogen zwarte oogstreep. Verder heeft het dier een zwarte halsband, een donkere snavel en donkerbruine poten.

## Voortplanting
Het nest wordt gebouwd in een holte. Het legsel bestaat uit vijf tot acht witte eieren met vrij grote, kastanjebruine vlekken, die alleen door het wijfje worden bebroed. Er wordt tweemaal per jaar gebroed.

## Verspreiding en leefgebied
De kuifmees komt in het overgrote deel van Europa het hele jaar voor, waaronder in Nederland en België. Uitzonderingen zijn het Verenigd Koninkrijk, Ierland en IJsland.
De kuifmees heeft een eigen Belgische postzegel ter waarde van 1 BEF.
De soort telt zeven ondersoorten:
- L. c. scoticus: het noordelijk-centraal Schotland.
- L. c. abadiei: westelijk Frankrijk.
- L. c. weigoldi: het westelijk en zuidelijk Iberisch Schiereiland.
- L. c. cristatus: van noordelijk en oostelijk Europa tot de Karpaten.
- L. c. baschkirikus: het zuidwestelijke en centrale Oeralgebergte.
- L. c. mitratus: van centraal Europa tot noordoostelijk Spanje, de Alpen en de noordelijke Balkan.
- L. c. bureschi: van Albanië tot Bulgarije en Griekenland.

De kuifmees is een talrijke broedvogel die voornamelijk in naaldbossen broedt, soms ook in groepen naaldbomen, die tussen loofbomen en in parken staan. In tegenstelling tot de koolmees en pimpelmees is de kuifmees zelden in tuinen te zien, alleen als er naaldbomen in de omgeving aanwezig zijn.

## Levenswijze
Zijn voedsel bestaat in de zomer uit insecten, insectenlarven, spinnen en andere kleine diertjes. In het najaar en de winter eet hij vooral zaden van naaldbomen. De kuifmees nestelt in zelfgemaakte holen in vermolmd of heel zacht hout.

## Status
De grootte van de populatie is in 2021 geschat op 9,2-16,5 miljoen volwassen vogels. Op de Rode lijst van de IUCN heeft deze soort de status niet bedreigd.

## Galerij

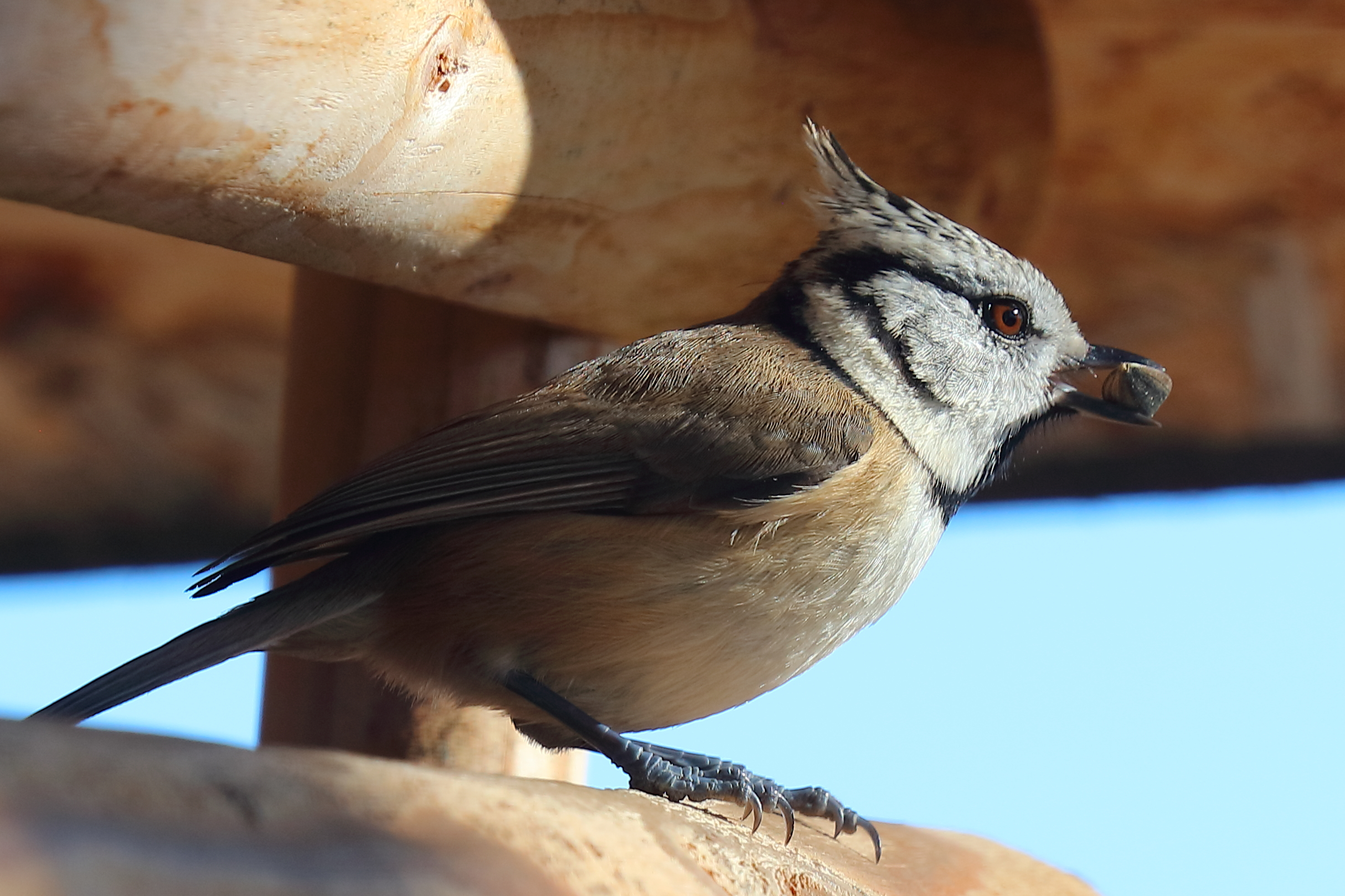
Een kuifmees in het Zwarte Woud

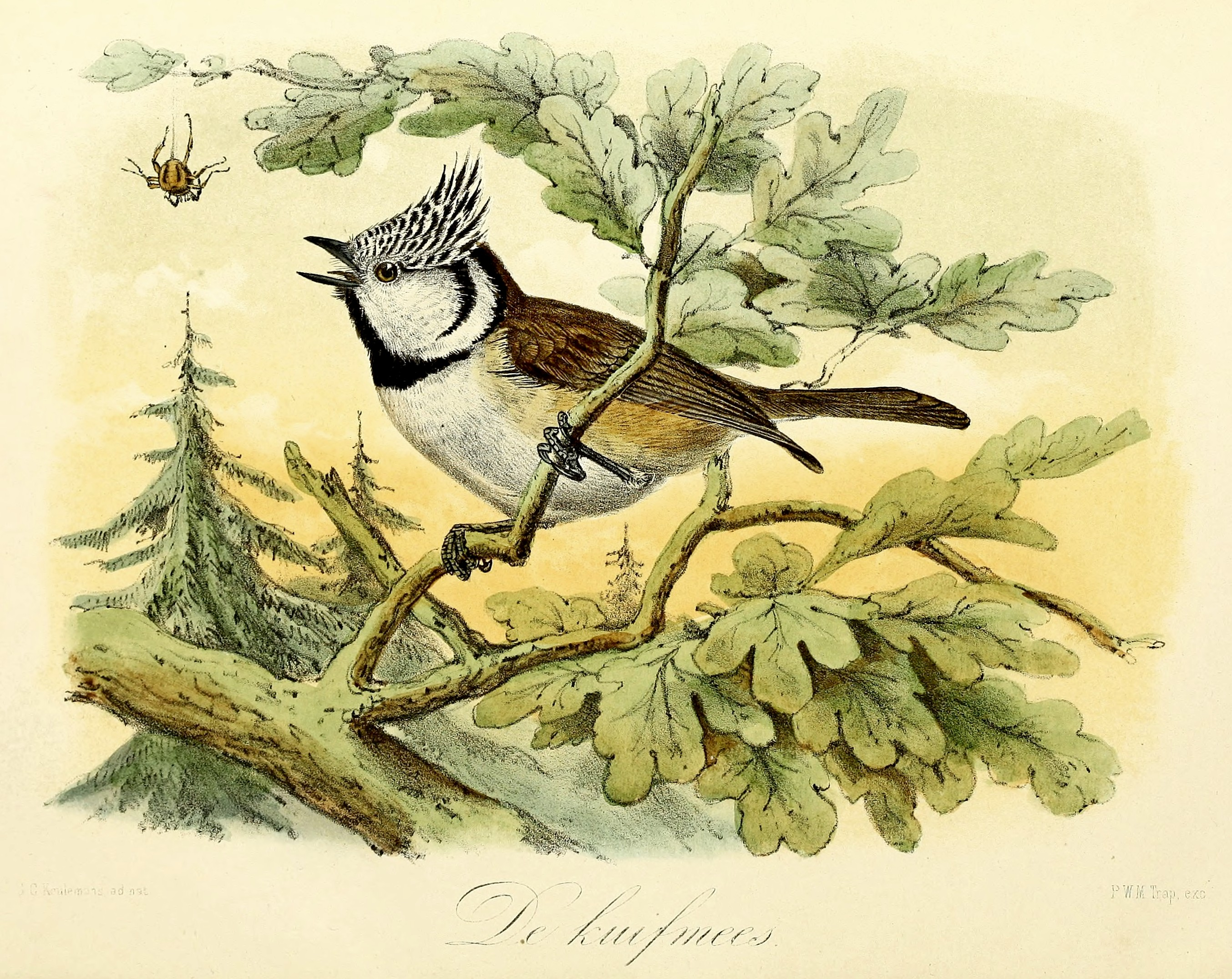
De kuifmees (1869), John Gerrard Keulemans
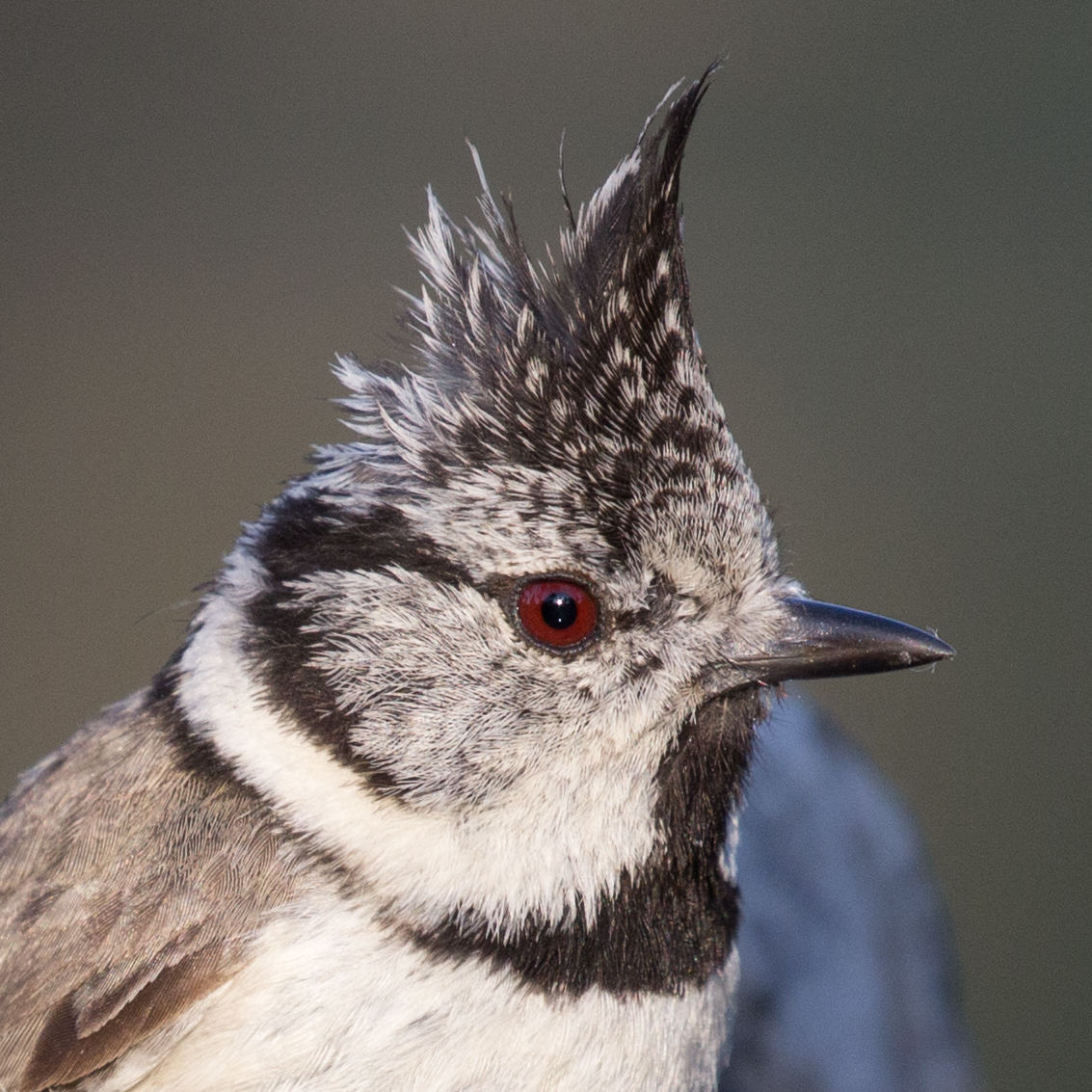
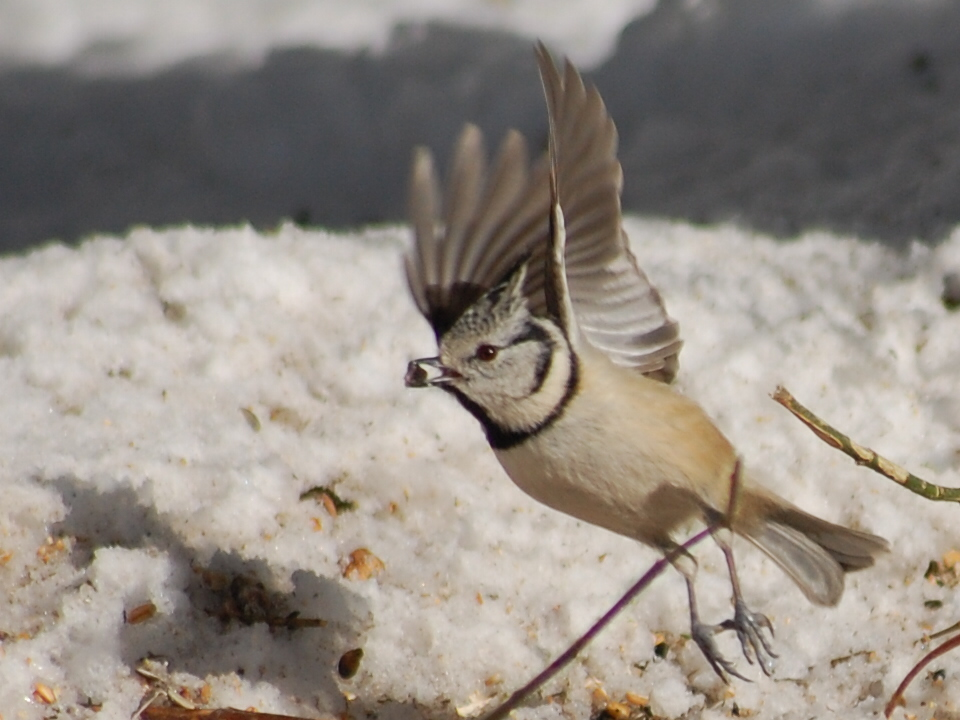
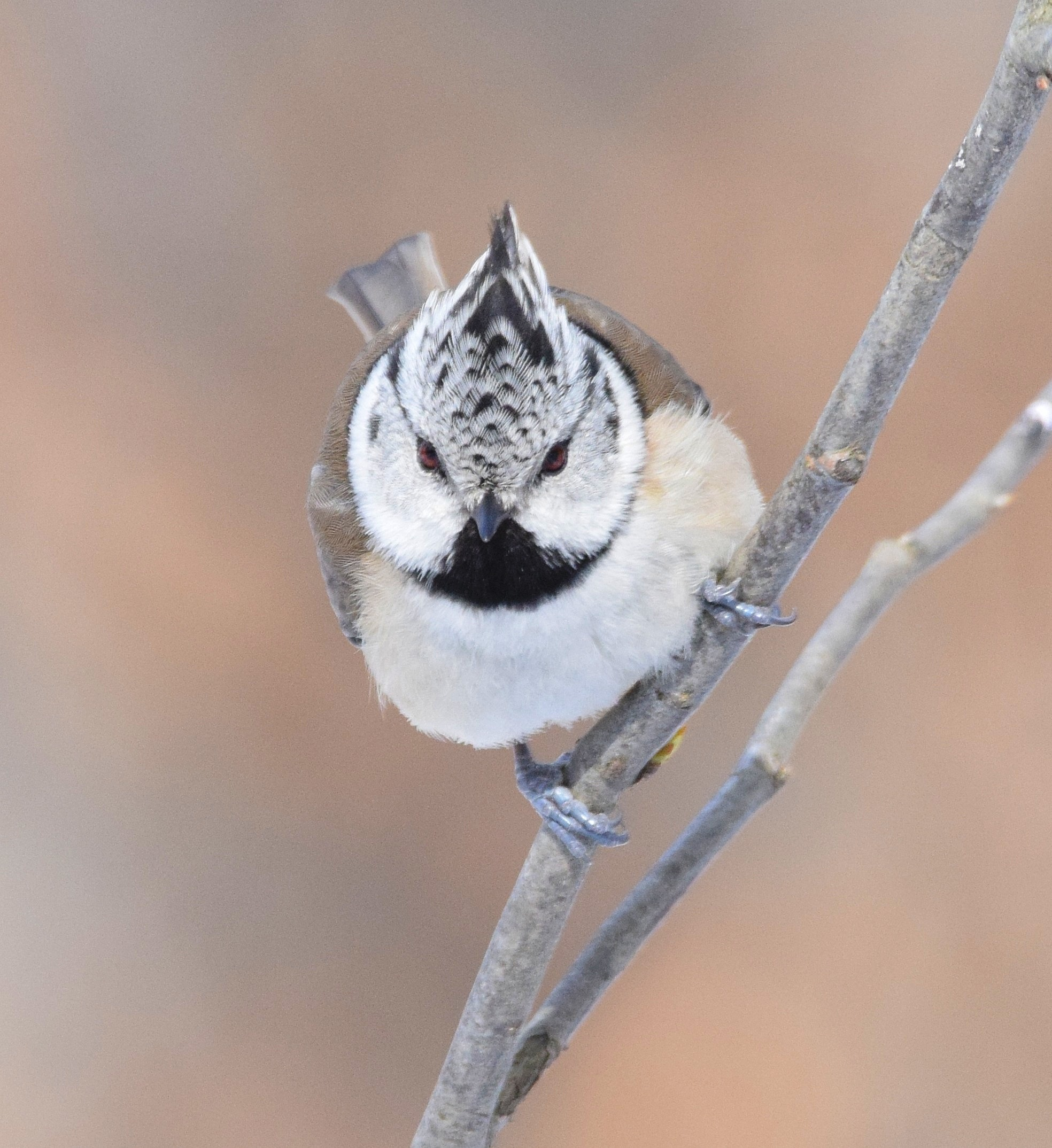